# 베른하르트 리만
게오르크 프리드리히 베른하르트 리만(독일어: Georg Friedrich Bernhard Riemann, 1826년 9월 17일~1866년 7월 20일)은 독일의 수학자이다. 해석학, 미분기하학에 혁신적인 업적을 남겼으며, 리만 기하학은 일반 상대성 이론의 기술에 사용되고 있다. 그의 이름은 리만 적분, 코시-리만 방정식, 리만 제타 함수, 리만 다양체 등의 수학 용어에 남아 있다. 그는 리만 가설을 최초로 고안한 수학자로도 유명하다.

## 생애

### 초년
현재 독일의 다넨베르크(Dannenberg) 근처인 하노버 왕국의 한 마을에서 태어났다. 부친 프리드리히 베른하르트 리만은 루터 교회의 가난한 목사였고, 리만은 6명의 자녀들 중 둘째였다. 어머니를 일찍 여의었다고 한다. 부끄러움을 잘 타고, 자주 신경쇠약에 시달렸다. 어릴 적부터 보기 드문 수학적 재능을 나타냈지만, 대중 앞에서 말하기에는 너무 수줍음을 잘 타는 편이었다.

### 성장기
1840년 할머니와 살면서 중학교(lyceum, middle school)를 다니기 위해서 하노버(Hanover)에 갔다. 1842년 할머니가 세상을 떠나자, 요하네움 뤼넨부르그(Johanneum Lüneburg)에 있는 고등학교에 진학하였다. 고등학교 시절, 성경을 열심히 공부하면서도 그의 관심은 자주 수학으로 돌아가곤 했다. 심지어 창세기의 정확성을 수학적으로 증명할 생각까지 했다. 담당 교사는 자신이 가르치는 제자의 천재성을 간파했고, 그가 복잡하기 짝이 없는 수학 문제를 풀어내는 것을 보고 감탄하였다. 당연히 그 제자는 교사의 수학(授學) 능력 범위를 벗어나곤 했다. 1846년 리만이 19세였을 때, 목사가 되어서 가계(家計)에 보탬이 되기 위해서, 철학과 신학을 공부하기 시작했다. 1847년 아버지로부터 신학 공부를 그만두고 수학을 공부해도 좋다는 허락을 받고, 자코비(Jacobi), 디리클레(Dirichlet), 슈타이너(Steiner) 등이 가르치는 독일 베를린으로 가서, 2년동안 머물렀다가 1849년 독일 괴팅겐(Göttingen)으로 돌아왔다.

### 성년
짧은 일생을 통해서 발표한 논문의 수는 비교적 적지만, 수학의 각 분야에서 획기적인 업적을 남겼다. 복소함수론(複素函數論)에서 복소 로그나 제곱근 같은 1대1이 아닌 함수의 역을 고려하는 경우에 어울리는 리만 면을 정의하였고, 복소기하학의 초창기에 해당한다고 평가된다. 리만 사상 정리를 통해 복소 평면 상에서 하는 해석학에서 근본적인 정의역의 종류에 대한 위상 수학적인 고찰을 하였고 이를 앙리 푸앵카레가 균일화 정리로 일반화하였다.
1854년 교수 자격 취득 논문에서 그는 리만 적분을 정의하고, 삼각 급수의 수렴(收斂)에 관한 조건을 제시했는데, 이 적분의 정의인 함수가 적분된다는 것은 무엇을 뜻하는지를 나타낸 것이었다. 이후 1900년대에 접어들면서 H.르베그에 의해서 르베그 적분이라는 더욱 포괄적인 정의가 도입되었다. 1854년 취임 강연에서 그는, 기하학의 기초를 논하면서 리만 공간의 개념을 도입해서 리만 공간의 곡률(曲率)을 정의하였다. 이는 리만 기하학으로 부른다.
생애 마지막에 가까워서는 W. E. 베버의 영향을 받아서, 이론 물리학에 흥미를 가졌으며, 물리학에서 사용되는 편미분방정식(偏微分方程式)에 관해서 강의하였고, 그가 죽은 뒤 베버에 의해서 출판되었다.

### 사망
리만은 40세 생일의 두 달 전인 1866년 7월 20일 사망했다.

## 리만에 대한 일화
- 수학의 황제라고 불리는 가우스는 리만의 박사 학위 논문을 보고, "박사 학위 논문이라고 볼 수가 없는 대논문"이라는 찬사를 쉴 틈 없이 보냈다고 한다. 가우스가 말을 별로 하지 않는 성격이었다는 것을 감안한다면, 리만의 논문이 얼마나 뛰어났는지 짐작할 수 있다.

## 같이 보기
- 리만 가설
- 리만 기하학
- 리만 사상 정리
- 리만 면